# Rosso fulmine
Rosso fulmine è un singolo del cantautore Mario Castelnuovo, pubblicato nel 2005.

## Il disco
La canzone Rosso fulmine, inedita su album, è scritta da Mario Castelnuovo per il testo e da Fabio Pianigiani per la musica; il brano è presente in una versione cantata ed in una strumentale in cui Castelnuovo canta solo qualche verso nel ritornello.
Completa il disco una terza traccia, con una registrazione del Palio di Siena del 16 agosto 2005 e con un testo recitato scritto da Pier Luigi Millozzi sulla musica di Rosso fulmine di Pianigiani.
Registrato e mixato al Salikotto Studio di Siena, il tecnico del suono è Vincenzo Vanni.
La copertina del CD è apribile, e sul fronte rappresenta un particolare di un quadro (una natura morta) di cui non è riportato l'autore, con scritto in corsivo bianco il titolo; all'interno vi è invece il testo della canzone Rosso fulmine.

## La canzoneRosso fulmine
Nell'agosto del 2005 la Torre torna a vincere il Palio di Siena dopo 44 anni;  Castelnuovo, la cui madre è nativa di Celle sul Rigo, paesino della provincia senese (a cui ha dedicato la canzone 160 km da Roma), ha sempre seguito e amato il Palio (tanto da dedicargli una canzone e farla title track dell'album È piazza del Campo del 1985).
In occasione di tale evento, Castelnuovo ha l'occasione di partecipare da vicino alla festa, grazie all'amico compositore e collaboratore Fabio Pianigiani, che è un torraiolo doc, ed insieme a lui, traendo spunto da tale evento, scrive ed interpreta Rosso fulmine, canzone dedicata al Palio che i contradaioli della Torre utilizzeranno come colonna sonora durante tutta la festa.

## I musicisti
- Mario Castelnuovo: voce, chitarra acustica
- Fabio Pianigiani: tastiere, chitarre
- Dario Ricci: voce recitante in 2005 Torre "Dedicato a noi"

## Tracce
1. Rosso fulmine – 5:05
2. Rosso fulmine (strumentale) – 4:48
3. 2005 Torre "Dedicato a noi" – 3:42